# Lijst van oorlogsmonumenten in Friesland

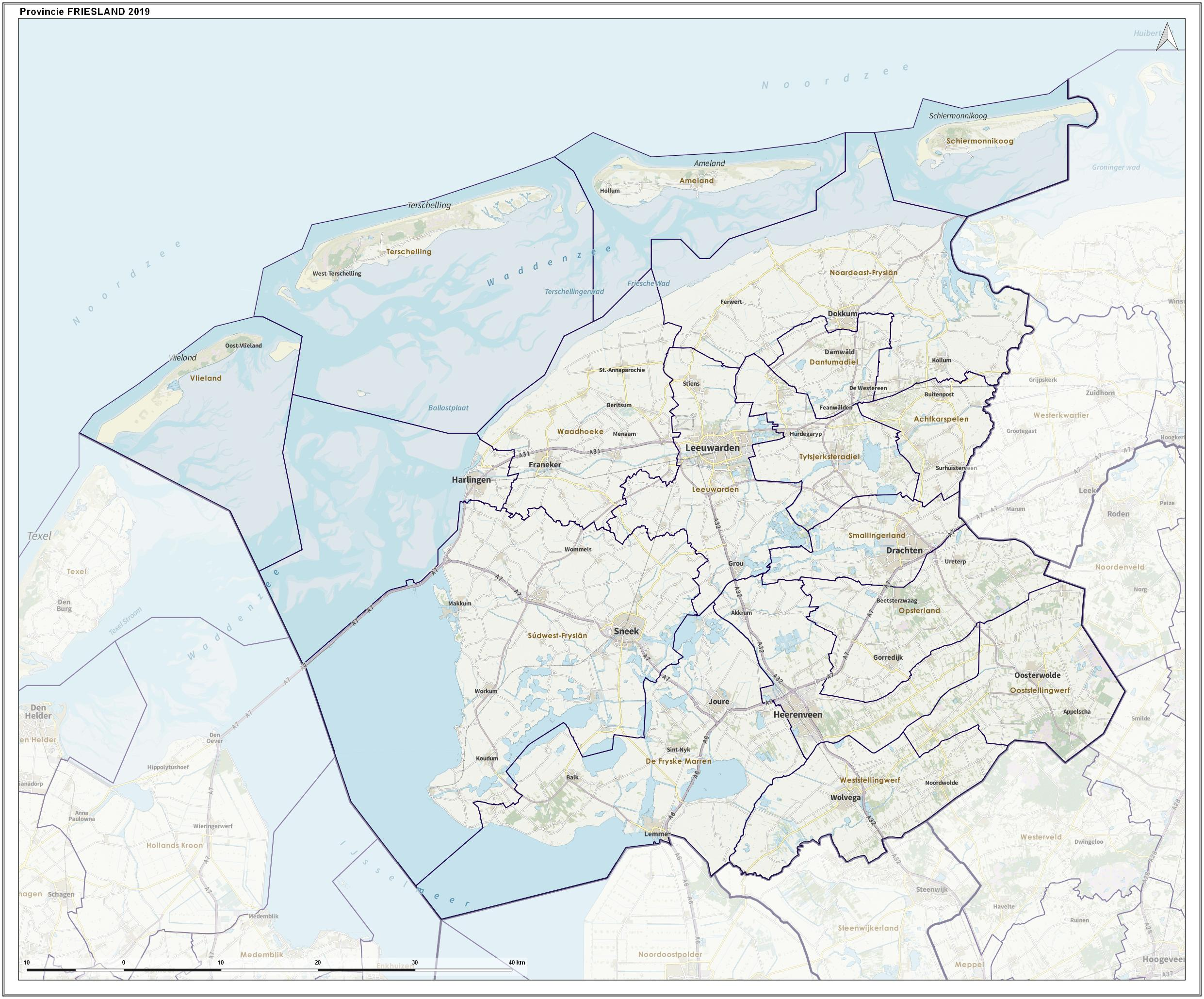

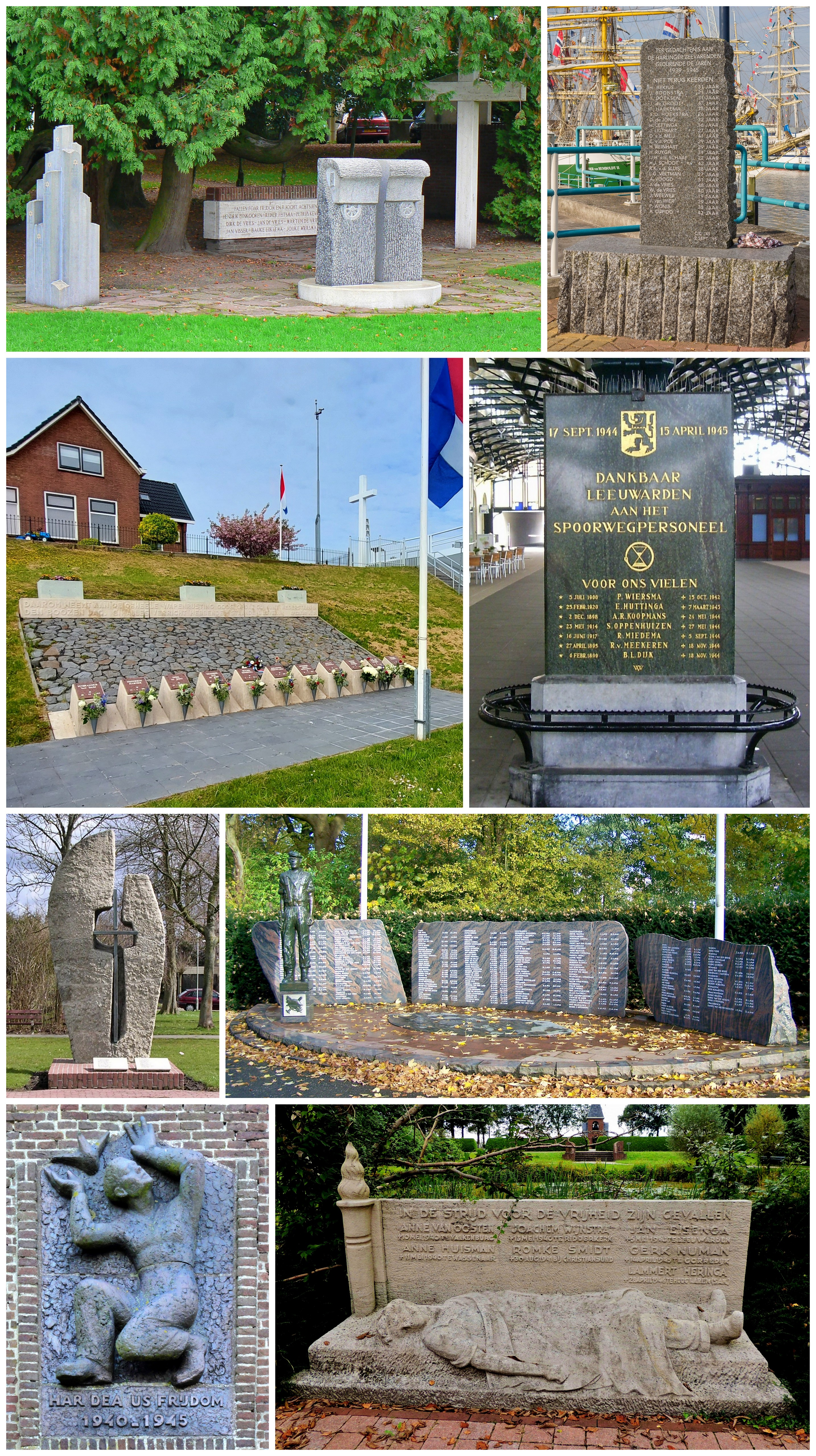

De Nederlandse provincie Friesland heeft 346 oorlogsmonumenten. Zie ook Stolpersteine (struikelstenen) in Friesland.
Hieronder een overzicht van lijsten per gemeente. Tussen haakjes het aantal oorlogsmonumenten.
- Achtkarspelen (11)
- Ameland (6)
- Dantumadeel (12)
- De Friese Meren (37)
- Harlingen (9)
- Heerenveen (21)
- Leeuwarden (44)
- Noardeast-Fryslân (28)
- Ooststellingwerf (16)
- Opsterland (11)
- Schiermonnikoog (3)
- Smallingerland (13)
- Súdwest-Fryslân (74)
- Terschelling (2)
- Tietjerksteradeel (10)
- Vlieland (3)
- Waadhoeke (29)
- Weststellingwerf (17)